# Karen Pryor

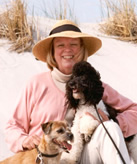
Karen Pryor

Karen Pryor (* 14. Mai 1932 in New York; † 4. Januar 2025) war eine US-amerikanische Tiertrainerin, die besonders als Hundetrainerin bekannt war. Sie machte das Klickertraining populär.

## Werdegang
Karen Pryor studierte Zoologie und Verhaltensbiologie an der Cornell University, University of Hawaii, New York University und der Rutgers University. In den 1960er Jahren arbeitete sie im Hawaii Sea Life Park mit Delphinen, woraus das Klickertraining entstand. Sie begründete den Hawaii Sea Life Park und das Oceanic Institute mit.
Sie war Autorin verschiedener Bücher, Inhaberin von Karen Pryors Clickertraining und Sunshine Books, in denen Literatur und Videos zum Klickertraining veröffentlicht werden.
Karen Pryor lebte in Boston.
2019 wurde ihr, zusammen mit Theresa McKeon, der Ig-Nobelpreis für Medizinausbildung (für den Einsatz des Klickertrainings in der Ausbildung von Chirurgen) verliehen.

## Bücher
In deutscher Sprache erschienen:
- Positiv bestärken, sanft erziehen (Franckh-Kosmos Verlag) - ISBN 3-440-10629-2
- Clicker - positives Lernen für den Hund (Franckh-Kosmos Verlag) ISBN 3-933228-50-6
- Delphine als Artisten (Müller-Rüschlikon Verlag) ISBN 3-275-00639-8